# Oreochromis mortimeri
Oreochromis mortimeri es una especie de peces de la familia Cichlidae en el orden de los Perciformes.

## Morfología
Los machos pueden llegar alcanzar los 48 cm de longitud total y los 4,100 kg de peso.

## Hábitat
Es un pez de agua dulce.

## Distribución geográfica
Se encuentran en África: río Zambeze y lago Kariba.